# Kewar
Kewar is een bestuurslaag in het regentschap Belu van de provincie Oost-Nusa Tenggara, Indonesië. Kewar telt 1514 inwoners (volkstelling 2010).